# Stevia
Stevia és un gènere de plantes fanerògames (herbes i arbusts) de la família dels gira-sols (Asteraceae). Té unes 240 espècies. Les plantes d'aquest gènere són espècies natives de regions de l'Amèrica del Sud i de l'Amèrica central subtropical i tropical. L'espècie Stevia rebaudiana Bertoni, coneguda comunament com a fulla dolça, fulla de sucre, o simplement estèvia, és àmpliament coneguda per les seves fulles dolces.

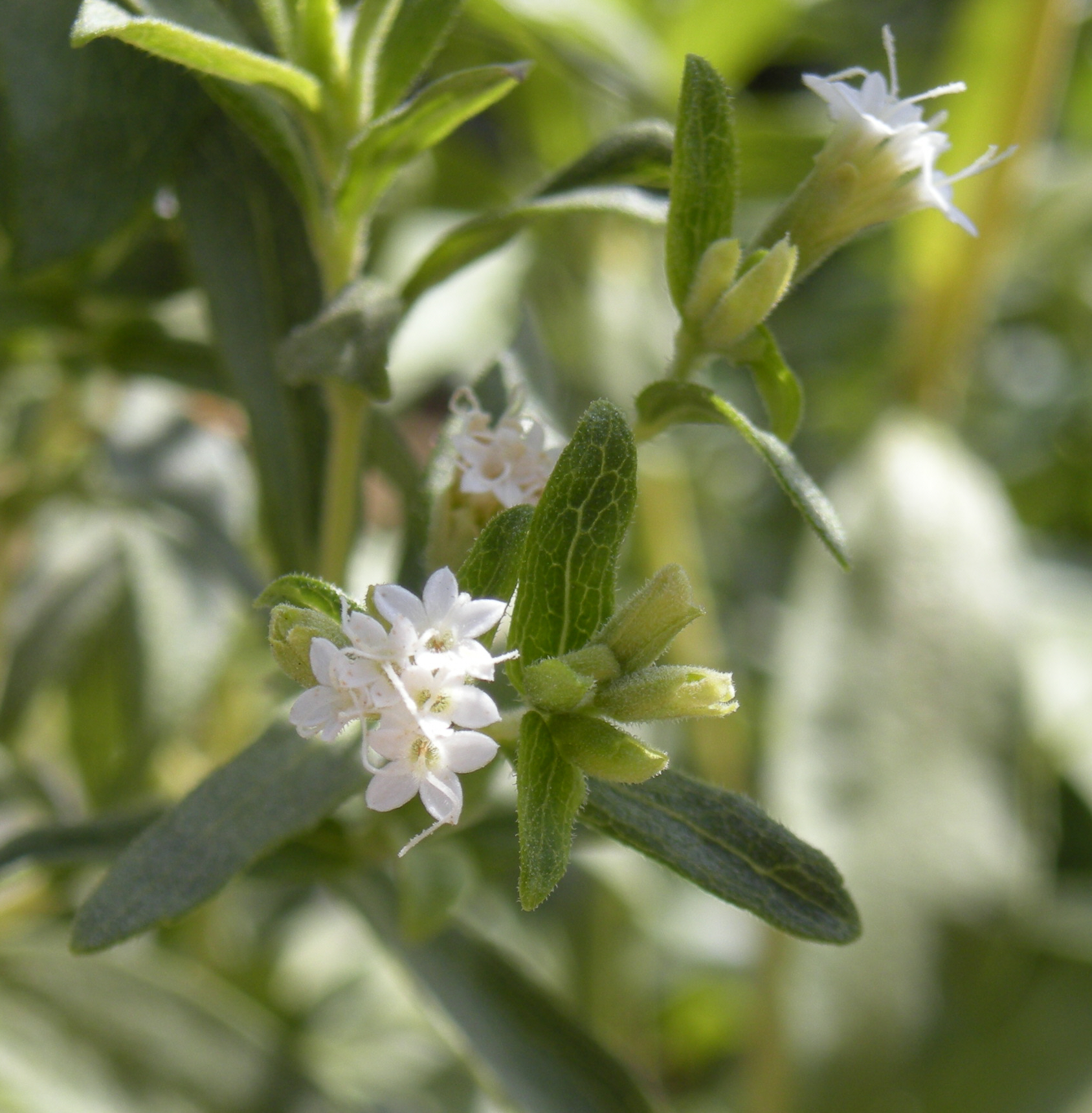
Flors de Stevia rebaudiana

N'hi ha diverses varietats, que encara es mantenen amb un cultiu ètnic i ecològic, després d'haver estat utilitzades mil·lenàriament per tribus o ètnies d'Amèrica del Sud, principalment al Paraguai, Bolívia i Argentina.
Va ser investigada per primera vegada, entre altres plantes que arribaren d'Amèrica a València -com per exemple l'atzavara- pel botànic i metge valencià Petrus Jacobus Stevus (nom amb què signava les seves obres en llatí Pere Jaume Esteve). Del seu cognom prové la paraula llatinitzada stevia.
L'espècie donada a conèixer per Moisès de Santiago Bertoni, coneguda comunament com a hoja dulce, va rebre el nom de Stevia rebaudiana en honor seu.
Les fulles de les plantes d'aquest gènere tenen una dolçor més tènue al principi de la seva degustació i una durada més llarga que la del sucre comú, encara que alguns dels seus extractes poden tenir un gust amarg o un gust semblant al de les plantes de l'espècie Glycyrrhiza glabra en altes concentracions.
Per la singularitat dels extractes obtinguts de les plantes d'aquest gènere de ser fins a 300 vegades més dolces que el sucre comú, el gènere ha anat cridant l'atenció amb la creixent demanda d'aliments amb baix contingut de carbohidrats i sucres.
Les recerques mèdiques que s'han realitzat sobre certes espècies del gènere han demostrat els seus possibles beneficis en el tractament de l'obesitat i la hipertensió arterial, perquè el consum dels extractes de les seves plantes té un efecte insignificant sobre els percentatges de glucosa a la sang, cosa que també els fa atractius per a usos no medicinals com a edulcorants naturals. No obstant això, les controvèrsies polítiques han limitat la seva disponibilitat en molts països, per exemple, als Estats Units es van prohibir a principis de 1990, llevat que l'etiqueta de l'envàs els indiqués com un suplement.
És important fer notar que darrerament la FDA n'ha donat informes favorables.
Els seus extractes s'utilitzen àmpliament com a edulcorants al Japó, Xile i Mèxic (produïts per l'empresa Iansa), i a Colòmbia (produïts per la SA Incauca). Ara estan disponibles al Canadà com un suplement dietètic. També s'anuncien en la televisió a França.
Com a edulcorant, el gust de l'estèvia és més suau i dura menys que el sucre, amb tot i això el seu extracte pot arribar a tenir un gust amarg o fins i tot deixar un regust de regalèssia en concentracions altes.

## Espècies seleccionades
Llista d'algunes espècies d'entre un gran ventall:
- Stevia achalensis, Hieró.
- Stevia adenophora, BLRob.
- Stevia alatipes, BLRob.
- Stevia alpina, Griseb.
- Stevia amabilíssims, Lemmon ex A. Gray.
- Stevia callosa, Cervo. Ex Loudon.
- Stevia potosina, Soejima, Yahara i K. Watan.
- Stevia rebaudiana, (Bertoni) Bertoni.